# Yannick Lallemand
Le père Yannick Lallemand est un prêtre français né le 11 mars 1937, aumônier militaire dans la Légion étrangère pendant 23 ans.

## Biographie
Il naît en 1937 dans une famille de militaires. Son père, le colonel Adolphe Lallemand, commande le 22e régiment d'infanterie et fait douze mois de prison en 1962 pour avoir rapatrié cinq familles de harkis en métropole,. Quatre de ses six frères serviront également dans l'armée française, dont l'aîné, Guy, mort pour la France le 5 mars 1956 en Algérie.
Se sentant appelé au sacerdoce dès son plus jeune âge, il rentre au séminaire de Châtellerault, mais interrompt ses études pour servir pendant plus de deux ans comme officier du contingent en Algérie en tant que chef de section du commando de chasse Kimono 36. Ordonné prêtre à Poitiers en 1963, il reste pendant six ans au sein du diocèse, vicaire à Naintré, puis curé de Beaumont, avant de rejoindre l'aumônerie militaire en 1970. Il est aumônier des 13e et 7e BCA, puis du 3e RPIMa, avant de rejoindre la Légion étrangère en 1975. Le 19 mai 1978, il saute sur Kolwezi avec 2e REP dans le cadre de l'« Opération Bonite ». Affecté ensuite au 1er RCP, il part au Liban en 1983 où il est cité pour son obstination à rechercher les victimes de l'attentat du Drakkar. Il participe également aux opérations Manta et Épervier au Tchad à l'issue desquelles il quitte l'armée française en 1987 pour se consacrer pendant dix ans aux populations locales.
De retour en France, il retourne comme aumônier au sein de la Légion étrangère, d'abord au 4e puis 1er régiment étranger où il reste jusqu'à son départ à la retraite en 2018. À cette occasion, il est nommé « légionnaire d'honneur », distinction accordée à moins d'une dizaine de personnes dans toute l'histoire de la Légion étrangère.
Le 30 avril 2023, il porte la main en bois du capitaine Danjou lors des cérémonies commémorative du 160e anniversaire de la bataille de Camerone.
Il est élevé à la dignité de grand officier de la Légion d'honneur par décret du 9 juillet 2024.
Il publie ses mémoire en 2025 en collaboration avec Frédéric Pons.

## Décorations
- Grand officier de la Légion d'honneur (2024), décoration remise le 30 avril 2025 à Aubagne par le président Emmanuel Macron[10]
- Croix de la Valeur militaire (4 citations)
- Croix du combattant
- Médaille d'Outre-Mer

## Ouvrage
- Padre : Mémoires d'un aumônier militaire (avec Frédéric Pons), Paris, Tallandier, 2025, 304 p. (ISBN 9791021060029)